# میان غلام‌شاه کلهورا
میان غلام‌شاه کلهورا (سندی:  میان غلام شاه کلهوڙو ؛ درگذشتهٔ ۱۷۷۲) فرمانروایی از خاندان کلهورا بود که از زمان مرگ برادرش مرادیاب کلهورا در سال ۱۷۵۷ به امارت ایالت سند برگزیده شد. احمدشاه درانی شاه افغانستان او را به رسمیت شناخت و به او عنوان شاه وردی خان را داد. او توانست نظم را در ایالت سند برقرار سازد و ماراتاها و خراج‌گذار آنان شاه کوتچ را در نزدیکی بیابان تار شکست دهد. غلام‌شاه دستور داد آرامگاه شاه عبدوالطیف بهیتای بازسازی شود.
آرامگاه غلام‌شاه کلهورا در حیدرآباد (سند) در پاکستان واقع است.

## آرامگاه

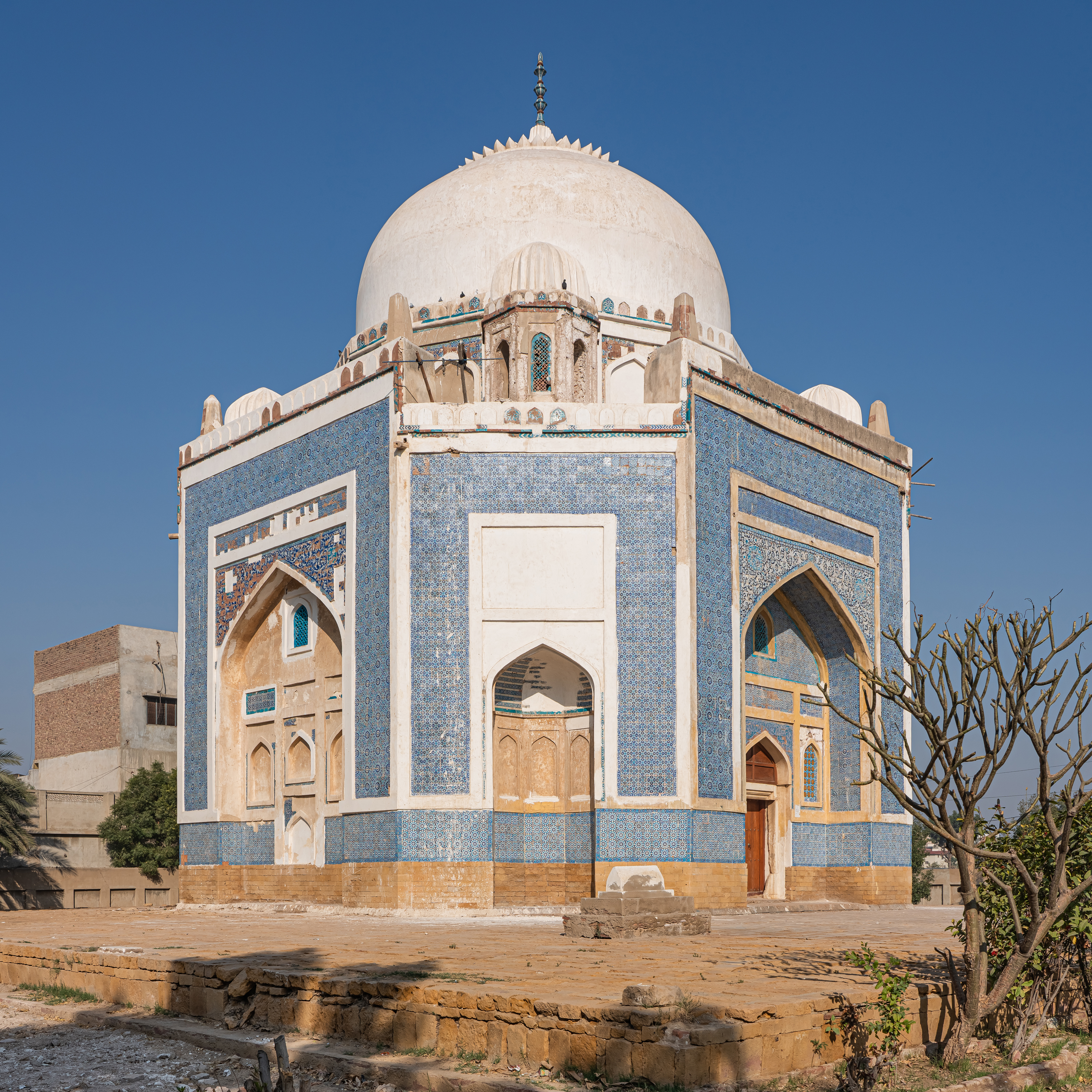
نمایی بیرونی از کنارهٔ آرامگاه
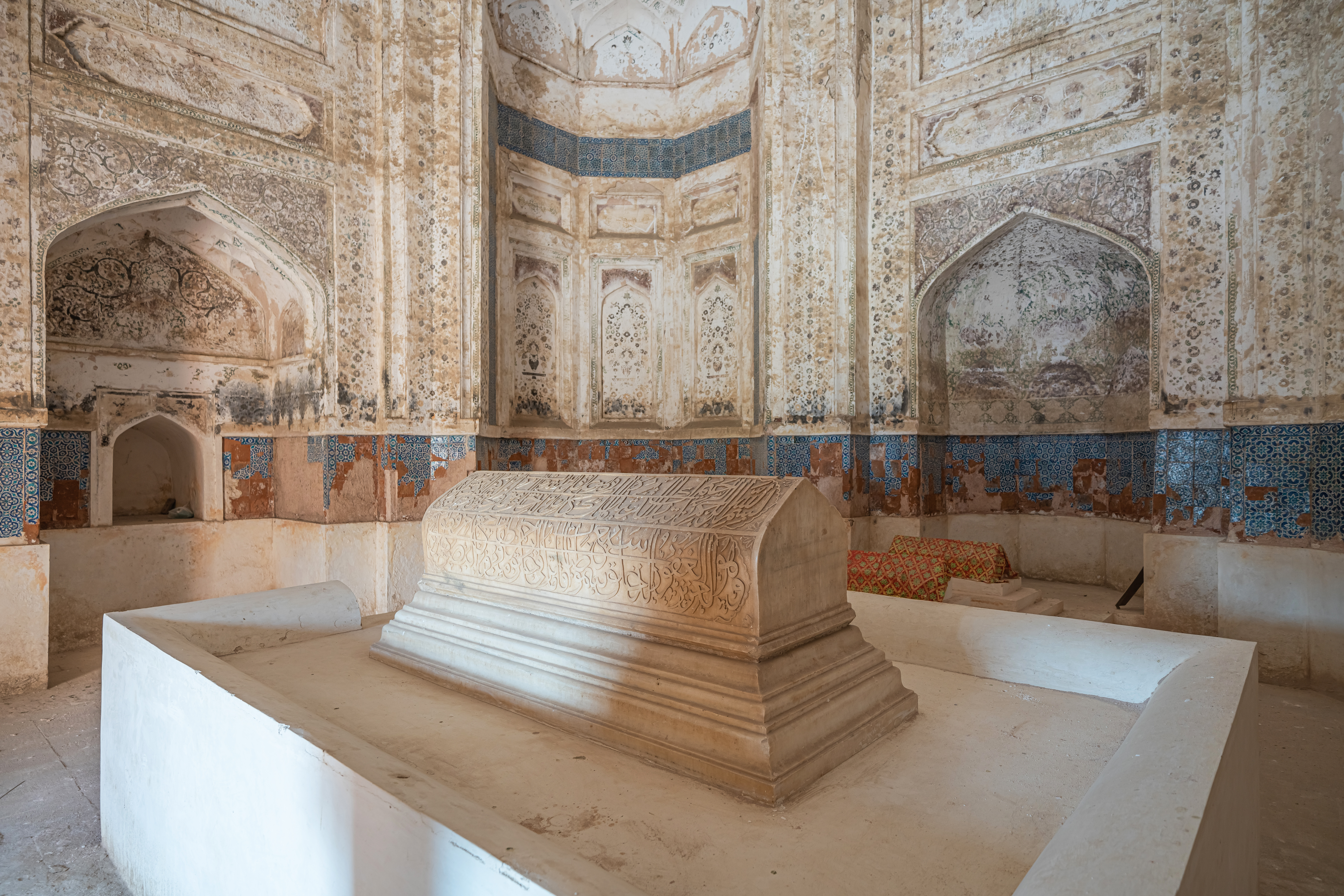
سنگ قبر
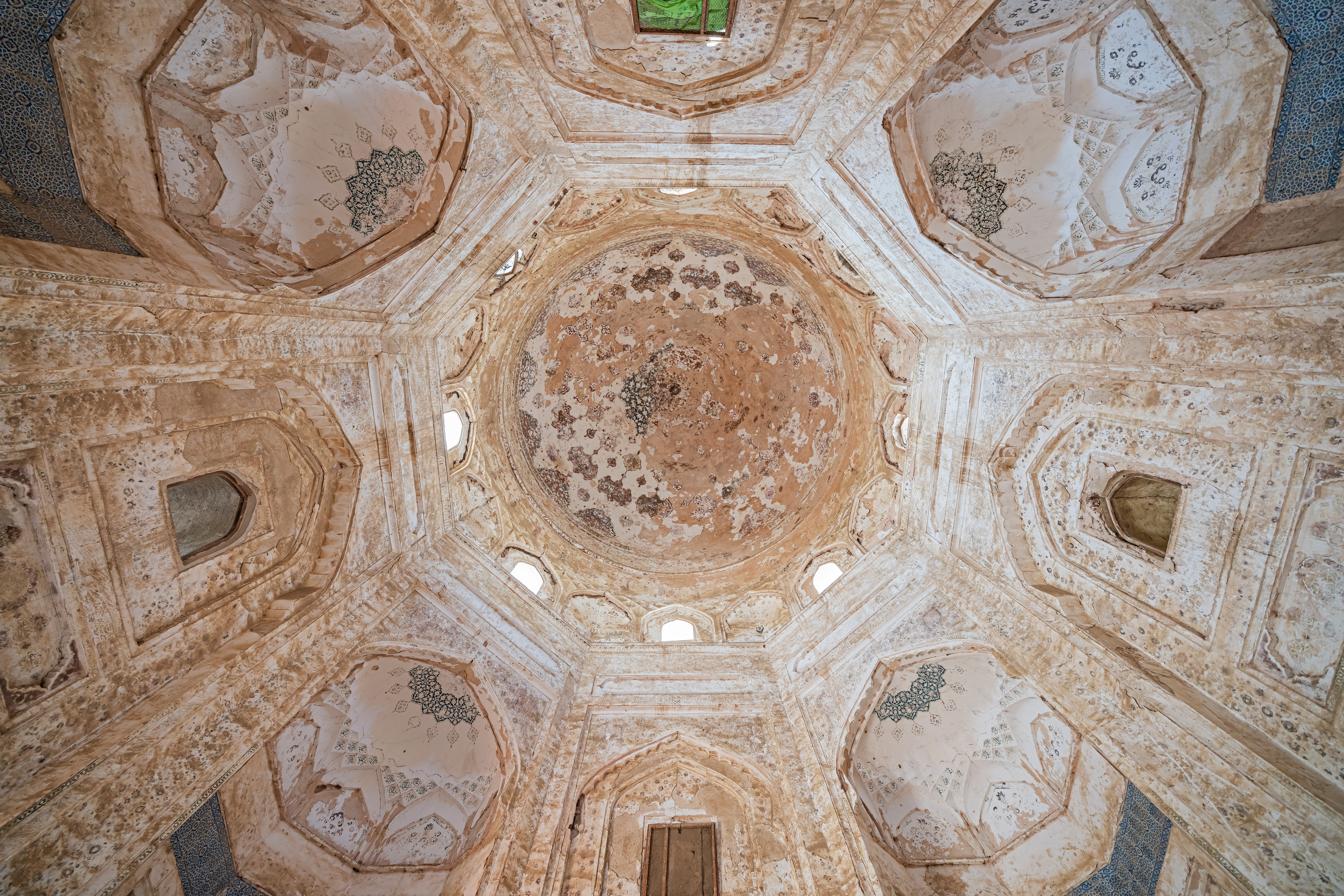
نمایی از سقف